# Stellantis
Stellantis est un groupe automobile multinational italo-franco-américain, de droit néerlandais, fondé le 16 janvier 2021 à la suite de la fusion des groupes FIAT-Chrysler Automobiles (FCA) et PSA.
Le siège social est installé à Hoofddorp, aux Pays-Bas.
Stellantis exploite et commercialise quinze marques automobiles, dix issues du groupe italo-américain Fiat Chrysler Automobiles (FCA) (Abarth, Alfa Romeo, Chrysler, Dodge, Fiat Automobiles, Fiat Professional, Jeep, Lancia, Maserati et Ram)  et cinq issues du groupe français Groupe PSA (Citroën, DS Automobiles, Opel, Peugeot et Vauxhall). Elle détient également de nombreuses marques de services (dont Stellantis Finance & Services, Free2Move et Leasys), équipementiers (dont Mopar) et des participations dans diverses coentreprises.
Les premiers actionnaires de Stellantis sont la famille Agnelli via leur holding Exor et la famille Peugeot via leur holding Peugeot 1810.

## Histoire

### Origine du nom
« Stellantis » est issu du latin stello qui signifie « briller d'étoiles », en référence à l'union des quatorze marques automobiles au travers de la fusion des groupes FCA et PSA,. Le nom a été choisi par les conseils d'administration des deux entités parmi plusieurs propositions de Publicis.

### Fusion
En septembre 2020, FIAT-Chrysler et PSA annoncent une modification de leur opération de fusion, réduisant le dividende exceptionnel de FIAT-Chrysler à 2,9 milliards US$ au lieu de 5,5 milliards US$, et en repoussant la vente par PSA de sa participation de 46 % dans Faurecia à après la finalisation de la fusion.
En décembre 2020, la Commission européenne accepte la concentration des deux groupes automobiles, à condition qu'elle étende sa coopération avec Toyota Motor Europe. L'objectif de cette condition est d'éviter que les nombreuses marques de Stellantis commercialisant des véhicules utilitaires légers n'atteignent, une fois cumulées, une part de marché trop importante dans l'Union européenne, nuisant aux règles de la concurrence fixées par celle-ci,.
Le vote des actionnaires actant la fusion a lieu le 4 janvier 2021 pour un rapprochement le 16 janvier 2021. Elle est la plus importante de l'histoire de l'industrie automobile et donne naissance au 6e groupe mondial du secteur en prenant en compte les ventes de 2020 reflétant pour partie les conséquences économiques de la pandémie de Covid-19. Elle aurait été au 4e rang avec les résultats de 2018. Les quatorze marques du groupe représentent environ 9 % du marché automobile mondial, pour huit millions de véhicules vendus en 2019.
Les directions des deux groupes ont déterminé que pour des raisons fiscales et aux fins comptables, PSA serait l'acquéreur (de FCA) et qu'à ce titre, la fusion est comptabilisée comme une acquisition inversée (PSA a officiellement racheté FCA afin qu’ils fusionnent) alors que l'entité survivante de la fusion/absorption, FCA, est renommé Stellantis après intégration de la totalité des actifs et passifs de Peugeot SA (principe de l'acquisition inversée),.
Le 18 janvier 2021, Stellantis intègre les Bourses de Milan et de Paris, celle de Wall Street le lendemain.

### Débuts
Le 19 janvier 2021, lors de la première conférence de presse du groupe, Carlos Tavares, directeur général, annonce qu'il souhaite réaliser cinq milliards d'€uros de synergies, notamment en termes d'investissements, du partage de moteurs et de plateformes, et du développement du secteur R&D. Il souligne par ailleurs la réussite des stratégies de PSA et de l'augmentation des ventes de Jeep. De plus, il annonce un changement de direction de la marque Peugeot, passant de Jean-Philippe Imparato à Linda Jackson (ex-directrice de Citroën). Jean-Philippe Imparato prend quant à lui la direction d'Alfa Romeo. Enfin, Carlos Tavares annonce vouloir relancer les marques les plus fragiles, qui pourront bénéficier de nouveaux investissements. Lors de son premier jour de cotation en bourse le 19 janvier 2021, l'action Stellantis est favorablement accueillie par les marchés avec une hausse de 7,6 %.

### Évolution
Le 5 janvier 2022, Stellantis annonce s'allier avec Amazon afin de mettre au point des logiciels dédiés à ses véhicules. Carlos Tavares assure que ce partenariat est équilibré et assurera la moitié des profits à chacune des deux entreprises « sans quoi il n'y aurait pas eu de deal ».
Début février 2022, les organisations syndicales dénoncent la proposition de la direction de Stellantis d'inciter de nouveaux départs : 1 300 postes par an seraient concernés.
En avril 2022, CMA CGM annonce acquérir la participation de 75 % de Gefco détenue par les Chemins de fer russes, ainsi que la participation de 25 % de Stellantis pour un montant estimé de 450 à 500 millions d'€uros,.
Également en avril, en dépit de l'opposition d'une majorité des actionnaires, les dirigeants du groupe voient confirmée la rémunération validée par le conseil d'administration. Celui-ci prévoit notamment que Carlos Tavares perçoive 19 millions d'€uros pour l'exercice 2021, John Elkann, le président de Stellantis, 7,8 millions d'€uros, et le directeur financier du groupe, l'Américain Richard Palmer, 14,8 millions.
Début mai 2022, Stellantis annonce investir 3,6 milliards US$ pour la modernisation de deux de ses usines du Canada afin de les adapter à la fabrication de voitures électriques. En mai également, Stellantis annonce vouloir miser davantage sur le marché indien de l'automobile.
En juin 2022, le groupe (ex FCA) est condamné à payer 299,7 millions de dollars d'amende à cause de la falsification de tests de pollution sur 101 482 véhicules des marques Jeep et RAM, aux États-Unis, entre 2014 et 2016. Le même mois, Stellantis annonce cesser d’être membre du lobby européen des constructeurs automobiles (l'ACEA) d’ici la fin de l'année, pour défendre sa propre approche des enjeux de demain au travers d'un « forum sur la liberté de mouvement », qui fera notamment appel à « des représentants de l’industrie, des fournisseurs de mobilités, des universitaires, des politiciens et des scientifiques ». Cette décision intervient une semaine après l'annonce de l'interdiction de la commercialisation des automobiles thermiques dans l'Union européenne à partir de 2035, contre laquelle militait l'ACEA,,.
En septembre 2022, Stellantis est exclu de l'indice CAC 40 ESG par le conseil scientifique d'Euronext Paris où elle est présente depuis sa création en mars 2021. Dans la même période, la société annonce avoir signé un accord de rachat d'actions avec le constructeur américain General Motors qui prévoit la cession de 69,1 millions d'actions ordinaires de Stellantis, soit environ 2,2 % de son capital, pour un peu plus de 923 millions d'€uros.
En 2022, les grèves pour les salaires se multiplient sur les sites français.
En avril 2023, le constructeur automobile lance un important plan de suppressions de postes aux États-Unis et au Canada afin de réduire ses coûts et de financer sa transition vers l'électrique. Ainsi, aux États-Unis, des départs volontaires seront proposés à 33 500 salariés.
En novembre 2024, dans un contexte de baisse des ventes et alors que le gouvernement travailliste a répété vouloir « rétablir l'élimination progressive, d'ici à 2030, des voitures alimentées uniquement par des moteurs à combustion interne », Stellantis annonce fermer le site de Luton en Grande-Bretagne qui emploie 1 123 personnes,.
Le 1er décembre 2024, Carlos Tavares annonce démissionner de son poste avec effet immédiat,. Dès le lendemain de cette annonce, le groupe chute en bourse avec plus de 7 % de baisse au Cac 40.
En février 2025, Stellantis doit rappeler de 68 000 véhicules vendus en France entre 2022 et 2024 et équipés d'un moteur 1.2 PureTech de 82 chevaux en raison d'une buse de refroidissement défectueuse pouvant induire un risque d'incendie : il s'agit de 57 000 Citroën C3, 2 500 Peugeot 208 et 8 700 Opel Corsa.
En juin 2025, plusieurs médias révèlent qu'Antonio Filosa, le futur DG de Stellantis, pourrait toucher 23 millions de dollars par an à partir de 2028 s'il atteint tous ses objectifs.
En juillet 2025, Stellantis annonce mettre fin à son offre de véhicules utilitaires à hydrogène « en l’absence de perspectives à moyen terme pour le marché de l’hydrogène ».
Le 21 juillet 2025, Stellantis annonce avoir perdu plus de 2,3 milliards d'euros, au premier semestre 2025.

## Gouvernance
Le siège social du groupe est établi à Hoofddorp, une ville de la province de Hollande-Septentrionale, située entre Amsterdam et Leyde. Stellantis est donc soumis au droit des affaires néerlandais. Les Pays-Bas accueillent le siège de nombreuses grandes entreprises opérant dans l'Union européenne grâce à la stabilité de son cadre fiscal, qui prévoit notamment que les dividendes et plus-values sont exonérées de taxation.

### Conseil d'administration
Le conseil d'administration de Stellantis, selon les accords entre les parties, est composé de onze membres. Cinq membres ont été nommés par FCA et son actionnaire de référence (EXOR N.V., holding de la famille Agnelli) et cinq autres par PSA et ses actionnaires de référence (Peugeot Invest, holding de la famille Peugeot et Bpifrance). Le président du groupe FIAT-FCA, John Elkann devient président de Stellantis et Carlos Tavares, le président directeur général du Groupe PSA, est nommé directeur général. À la suite de la destitution de Carlos Tavares, John Elkann a assuré également la direction générale du groupe à titre intérimaire, à partir du 1er décembre 2024. Le 28 mai 2025, le Groupe a annoncé la nomination d’Antonio Filosa au poste de Directeur Général.
| Membres                  | Rôle                              | Nommé par |
| ------------------------ | --------------------------------- | --------- |
| John Elkann              | Président                         | FCA       |
| Antonio Filosa           | Directeur général                 | FCA       |
| Robert Peugeot           | Vice-président                    | PSA       |
| Benoît Ribadeau-Dumas    | Administrateur non exécutif       | FCA       |
| Henri de Castries        | Administrateur indépendant senior | PSA       |
| Fiona Clare Cicconi      | Administrateur non exécutif       | FCA       |
| Nicolas Dufourcq         | Administrateur non exécutif       | PSA       |
| Ann Frances Godbehere    | Administrateur non exécutif       | PSA       |
| Wan Ling Martello        | Administrateur non exécutif       | FCA       |
| Jacques de Saint-Exupéry | Administrateur non exécutif       | PSA       |
| Claudia Parzani          | Administrateur non exécutif       | FCA       |

Les pouvoirs exécutifs sont partagés entre le président John Elkann et le directeur général Antonio Filosa.

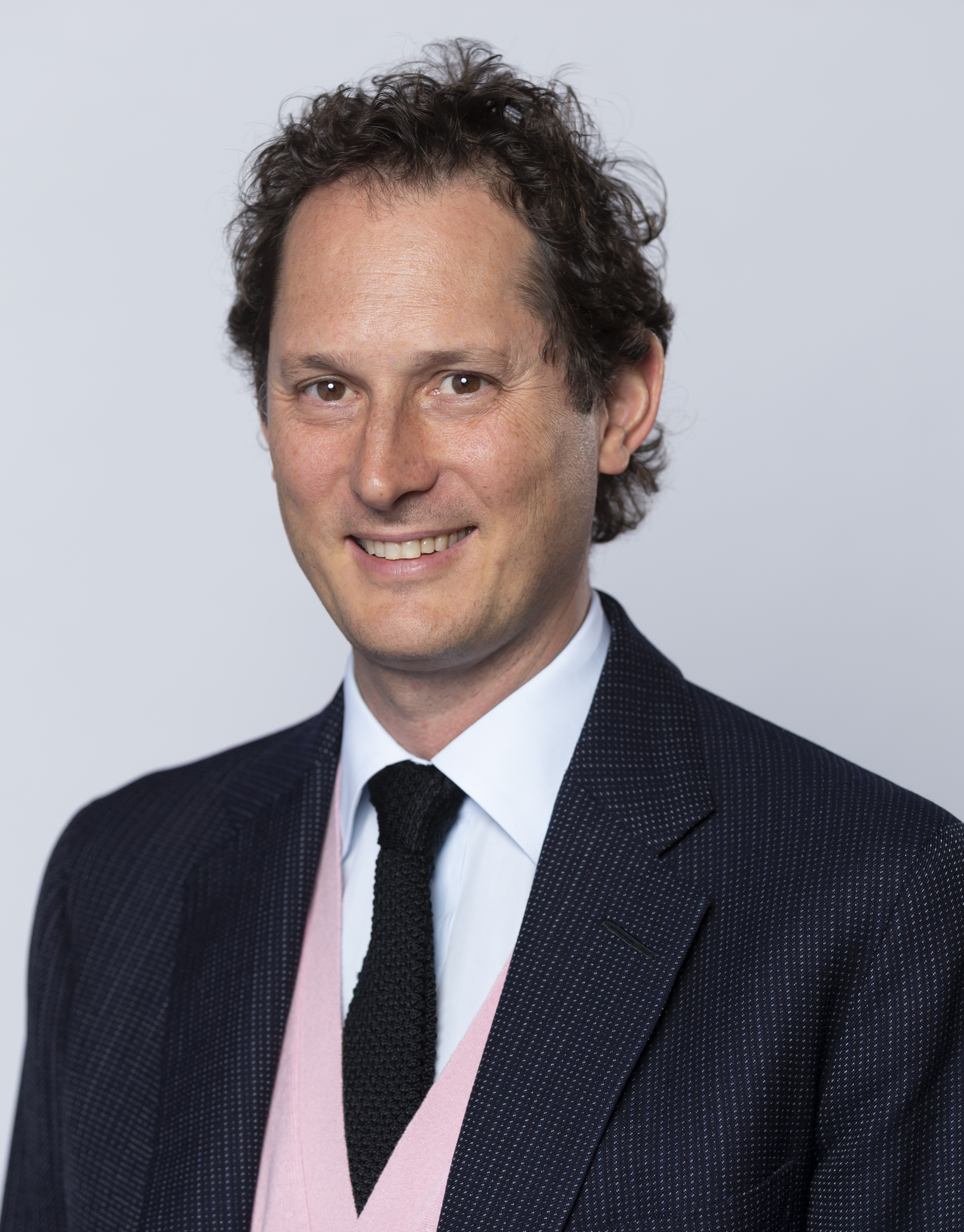
John Elkann, président
Antonio Filosa, directeur généralAntonio Filosa, directeur général

Le groupe chinois Dongfeng, bien que détenant 5,6 % du capital de Stellantis, a renoncé à avoir un siège au conseil d'administration afin de ne pas contrarier les américains.

## Répartition du capital
La fusion a lieu à 50/50 entre les deux groupes, en réalité FCA détenait une légère majorité des actions au moment de la fusion avec 50,47% du capital, ce qui amène à la répartition suivante du capital après la fusion et aux rachats d’actions propres, au 25 décembre 2024 :
| EXOR N.V. (holding Famille Agnelli)      | 15,16 % |
| Peugeot 1810 (holding familiale Peugeot) | 7,56 %  |
| Bpifrance                                | 6,50 %  |

Les actionnaires principaux se sont engagés à ne pas acheter d'actions pendant sept ans ni à en vendre pendant trois ans après la fusion. Seuls les anciens actionnaires de PSA disposent d'une clause spécifique autorisant la famille Peugeot à augmenter sa participation au capital de Stellantis dans la limite de 2,5 % lors des trois années suivant la fusion, en rachetant des titres aux deux autres gros actionnaires de PSA, BpiFrance et Dongfeng. Il s'agit de compenser le désengagement programmé de Dongfeng, afin que les ex-actionnaires de PSA disposent d'une part de capital à peu près équivalente à celle de la Famille Agnelli (EXOR B.V.). D'après les accords conclus dans le cadre de la fusion, les actionnaires principaux n'auront pas non plus le droit de porter ultérieurement leur part du contrôle de la société à plus de 30 %.
La holding EXOR B.V., actionnaire principal de Stellantis, est également l'actionnaire principal de Ferrari S.p.A., IVECO S.p.A. et CNH Industrial N.V. qui restent des entités indépendantes.
Le 8 septembre 2021, le groupe chinois Dongfeng Motor Corporation vend 36,1 millions d'actions pour 600 millions d'€uros, faisant tomber sa participation à 4,5 %. Après des ventes successives d'actions, Dongfeng ne dispose plus que de 1,66% du capital du groupe au 25 décembre 2024.

## Marques
Le groupe exploite quinze marques de constructeurs automobiles, trois marques de services de mobilité ainsi que différentes marques d'équipementiers et préparateurs[réf. nécessaire].
| Marques           | Création | Segment                                       | Exemple de modèle            |
| ----------------- | -------- | --------------------------------------------- | ---------------------------- |
| Abarth            | 1949     | Sportives                                     | Abarth 500e.                 |
| Alfa Romeo        | 1910     | Premium - sportives                           | Alfa Romeo Tonale.           |
| Chrysler          | 1925     | Généraliste « semi-premium »                  | Chrysler Pacifica.           |
| Citroën           | 1919     | Généraliste (et utilitaires)                  | Citroën C4 III.              |
| Dodge             | 1914     | Sportives et muscle cars                      | Dodge Charger.               |
| DS Automobiles    | 2014     | Premium                                       | DS4 II hybride.              |
| FIAT              | 1899     | Généraliste                                   | Fiat 500e.                   |
| FIAT Professional | 2007     | Utilitaires légers                            | FIAT Ducato.                 |
| Jeep              | 1941     | Spécialisé (tout-terrain)                     | Jeep Grand Cherokee.         |
| Lancia            | 1906     | Premium                                       | Lancia Ypsilon.              |
| Leapmotor         | 2015     | Généraliste « semi-premium »                  | Leapmotor C10.               |
| Maserati          | 1914     | Luxe (sportif)                                | Maserati Ghibli III.         |
| Opel              | 1899     | Généraliste (et utilitaires)                  | Opel Grandland B electrique. |
| Peugeot           | 1889     | Généraliste « semi-premium » (et utilitaires) | Peugeot 3008 III.            |
| RAM               | 2009     | Utilitaires (pick-ups et camionnettes)        | RAM 1500 Pick-Up.            |
| Vauxhall          | 1903     | Généraliste (et utilitaires)                  | Vauxhall Corsa-e.            |

| Marques        | Création | Secteur                                    |
| -------------- | -------- | ------------------------------------------ |
| Carventura.com | 2017     | Services de vente de véhicules d'occasion  |
| CAR-2-EUROPE   | 2019     | Services de location en Transit Temporaire |
| Free2Move      | 2016     | Services de location et de covoiturage     |
| Leasys         | 2001     | Services de location et de mobilité        |

| Marques     | Création | Secteur                                |
| ----------- | -------- | -------------------------------------- |
| COMAU       | 1973     | Équipementier Robotisation             |
| Faurecia    | 1997     | Équipementier                          |
| Mister-Auto | 2008     | Équipementier                          |
| Mopar       | 1937     | Équipementier                          |
| SRT         | 2002     | Préparateur automobile                 |
| Teksid      | 1978     | Sidérurgie - Acier, fonte et aluminium |
| VM Motori   | 1947     | Motoriste                              |

## Participations et coentreprises
| Nom                            | Part (%) | Partenaire(s)               | Activité                                                              |
| ------------------------------ | -------- | --------------------------- | --------------------------------------------------------------------- |
| Automotive Cells Company (ACC) | 33,33    | TotalEnergies Mercedes-Benz | Développement et fabrication de batteries pour véhicule électrique.   |
| Mobile Drive                   | 50       | Foxconn                     | Développement de logiciels et d'interfaces numériques embarqués.      |
| Free2Move eSolutions           | 50       | Engie EPS                   | Développement d'infrastructures de recharge pour véhicule électrique. |
| AutoDrive                      |          | Groupe BMW                  | Développement de logiciels de conduite autonome.                      |
| Leapmotor International        | 51       | Leapmotor                   |                                                                       |

À la suite de la fusion du Groupe PSA et du Groupe FCA, Stellantis est devenu actionnaire des co-entreprises techniques créées par le Groupe PSA. Premièrement, l'entreprise Nidec-PSA emotors destinée à concevoir et fabriquer des moteurs électriques à l'Usine Stellantis de Trémery. Deuxièmement, une co-entreprise avec Punch Powertrain pour fabriquer des boîtes de vitesses destinées aux véhicules hybrides et électriques à l'Usine Stellantis de Metz.
Stellantis est actionnaire de Aramis Group, actionnariat issu du Groupe PSA. Aramis Group opère dans le reconditionnement et la vente de véhicules d'occasion. Il est présent dans 5 pays européens.
Stellantis annonce en mai 2022 une coentreprise avec Samsung SDI pour la construction d'une usine de batteries dans la ville de Kokomo (Indiana), qui produira des modules de batterie à partir de 2025 pour les différents modèles du groupe en Amérique du Nord, avec une capacité de production initiale de 23 GWh/an, avec une possibilité d'aller jusqu'à 33 GWh/an. Stellantis complète ainsi son dispositif de cinq sites de production de batteries annoncé dans le cadre du plan stratégique dévoilé début mars 2022 par Carlos Tavares : ACC à Douvrin avec TotalEnergies et Mercedes, Kaiserslautern en Allemagne, Termoli en Italie, une usine de 45 GWh/an au Canada annoncée fin mars 2022 avec LG Energy Solution et l'usine de Kokomo.
En juin 2022, Stellantis sécurise son futur approvisionnement en hydroxyde de lithium bas carbone pour la production de batteries en Europe en renforçant son partenariat avec le producteur germano-australien Vulcan Energy. Stellantis en devient actionnaire à hauteur de 50 millions d’euros, et l'accord initial d'approvisionnement est prolongé à dix ans. Vulcan Energy produit de l’hydroxyde de lithium en Allemagne avec de l’énergie géothermique, ce qui permet une empreinte carbone réduite.

### Coentreprise avec Leapmotor
En octobre 2023, Stellantis a annoncé son investissement dans Leapmotor au prix de 1,5 milliard d'euros, acquérant 20 % de Leapmotor pour le soutien technologique à la construction de véhicules électriques.
Cette accord signe aussi la création de la co-entreprise nommée Leapmotor International entre Stellantis (détenteur de 51% des parts) et Leapmotor (49%).
En mai 2024, Stellantis annonce que dans le cadre de la co-entreprise Leapmotor International, il distribuera dans son réseau les véhicules Leapmotor, et permettra leur entretien dans des points de service après-vente agréés. Cet accord doit d'abord être appliqué à neuf pays européens (France métropolitaine, Belgique, Pays-Bas, Allemagne, Espagne, Portugal, Italie, Grèce, Roumanie) dès septembre 2024, puis à la Suisse et au Danemark, et à d'autres régions du monde à partir de la fin de cette année-là, Stellantis citant l'Australie, la Nouvelle-Zélande, la Thaïlande, la Malaisie, l'Inde, le Brésil, le Chili, la Turquie, Israël et les départements et territoires d'outre-mer français,. Les deux premiers véhicules distribués sont la T03 et le C10, déjà commercialisés en France avant cet accord par des distributeurs indépendants.
En juin 2024, Stellantis commence l'industrialisation de véhicules Leapmotor dans l'usine de Tychy, en Pologne.

## Chiffres clés
| Année                                       | 2021 |
| ------------------------------------------- | ---- |
| Volume de vente (en million d'unités)       | 6,14 |
| Chiffre d'affaires (en milliard d'euros)    | 152  |
| Résultat opérationnel (en milliard d'euros) | 18   |
| Résultat net (en milliard d'euros)          | 13,4 |

## Évolutions
Le moteur 1.2 Puretech (un tricylindre à courroie humide) rencontre d'énormes problèmes de fiabilité et de casse moteur dus à la désagrégation de la courroie humide ce qui bloque les passages d'huile à l'intérieur du moteur. Ce problème est réglé en 2023 avec l'utilisation d'une chaine de distribution. Le moteur présente également un défaut de segmentation des pistons qui font surchauffer le moteur qui finit par se déformer et casser. Ce problème n'est toujours pas corrigé en 2025.
Pour enrayer la chute des ventes notamment de la Citroën C3, Stellantis a retiré l'appellation "Puretech" de ses moteurs essence 1.2 L, mais les moteurs sont toujours les mêmes.
Stellantis prévoit que dès 2024 de nouveaux modèles pourraient bénéficier de mises à jour en over-the-air.